# Roetgen
Roetgen (pronuncia: /ˈʁøːtçən/) è un comune di 8 658 abitanti della Renania Settentrionale-Vestfalia, in Germania.
Appartiene al distretto governativo (Regierungsbezirk) di Colonia ed alla regione urbana (StädteRegion) di Aquisgrana (targa AC).